# Экономика Сомали
По данным ЦРУ и Центрального банка Сомали, несмотря на гражданские беспорядки, в Сомали поддерживается стабильная неформальная экономика, основанная в основном на животноводстве, денежных переводах компаний и телекоммуникациях и обеспечивающая минимальный размер благосостояния населения. Из-за недостатка официальных статистических данных правительства и недавней гражданской войны трудно оценить размер и рост экономики. В 1994 году ЦРУ оценило ВВП страны в $ 3,3 млрд. В 2001 году он оценивался уже в $ 4,1 млрд. В 2009 году ЦРУ подсчитали, что ВВП вырос до $ 5,731 млрд, а прогнозируемый реальный темп роста оценили в 2,6 %. Согласно докладу Британской палаты Министерства торговли в 2007 году также вырос частный сектор (особенно в сфере услуг). В отличие от довоенного периода, когда большинство услуг и промышленный сектор были под управлением государства, отмечаются значительные, хотя и неизмеримые, частные инвестиции в коммерческую деятельность. Это в значительной степени финансируется сомалийской диаспорой и включает в себя торговлю и маркетинг, услуги денежного перевода, транспорт, связь, оборудование для рыболовства, авиакомпании, телекоммуникации, образование, здравоохранение, строительство и отельный бизнес. Экономист-либертарианец Питер Лисон объясняет это возросшей экономической активностью традиционно-частных законодательных норм Сомали (именуемые как Xeer), которые обеспечивают стабильную среду для ведения бизнеса.
ВВП страны на душу населения в 2012 году составил $226 (незначительное снижение в реальном исчислении с 1991 года). Около 43 % населения живёт меньше, чем на 1 доллар США в день, из них 24 % проживают в городской местности и 54 % в сельской местности.
Как и в соседних странах, экономика Сомали включает в себя и традиционные, и современные производства с постепенным переходом в пользу современных промышленных технологий. По данным Центрального банка Сомали около 80 % населения кочевых или полукочевых скотоводов держат коз, овец, верблюдов и крупный рогатый скот. Кочевники также собирают смолы и камедь для пополнения своих доходов.

## Сельское хозяйство

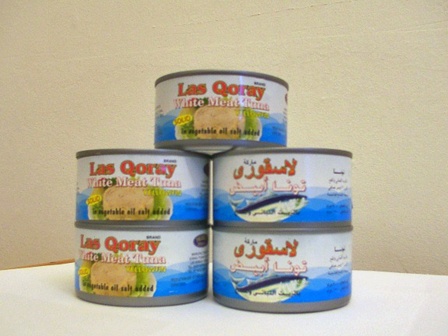
Рыбные консервы Las-Qoray в Лас-Хорее.

Сельское хозяйство является наиболее важным сектором экономики. На его долю приходится около 65 % ВВП, им занимается 65 % населения. Животноводство дает около 40 % ВВП и более 50 % доходов от экспорта. Другими основными статьями экспорта являются рыба, уголь и бананы; сахар, сорго и кукуруза производятся для внутреннего рынка. По данным Центрального банка Сомали импорт товаров (общей сложности около $ 460 млн в год) превысил совокупный импорт до начала гражданской войны в 1991 году. Экспорт, который составляет около $ 270 млн в год, также превзошёл довоенные уровни совокупного экспорта. Сомали имеет дефицит торгового баланса около $ 190 млн в год, но он превышен из-за денежных переводов сомалийцев в диаспоре, которые оценивают дефицит примерно в $ 1 миллиард.
С тем преимуществом, что Сомали находится недалеко от Аравийского полуострова, сомалийские торговцы все чаще начинают состязаться с традиционным доминированием Австралии над мясными рынкам Персидского залива, предлагая мясо по очень низким ценам. В ответ арабские государства Залива начали делать стратегические инвестиции в страну. Так Саудовская Аравия строит фермы для экспортной инфраструктуры, а Объединенные Арабские Эмираты приобретают огромные сельскохозяйственные угодья. Идет приток инвестиций (в основном из ОАЭ) в выращивание овощей и фруктов. 
Кроме того, рыболовные флоты из Европы и Азии заключили соглашения о коммерческом рыболовстве в северном регионе Пунтленда. Культивируются персики, нектарины, слива, черешня, вишня, манго, цитрусовые, тапиока, бананы, картофель, помидоры, огурцы, перец, инжир и другие овощи и фрукты. Активно идут посадки яблонь и груш высокорослых сортов на карликовых подвоях высокой плотности. 
Поскольку в 2012 году Сомали экспортировала 3 миллиона овец, его экспорт на Ближний Восток превысил австралийский экспорт, который составил 2 миллиона. По данным Австралийского бюро экономики и науки сельского хозяйства и ресурсов 99% экспорта скота страны направляется на Ближний Восток. Однако с 2006 года наблюдается 10-процентное снижение «из-за усиления конкуренции на экспортных рынках со стороны экспорта овец из Африки и Восточной Европы». В 2014 году было экспортировано более 5 миллионов голов скота, что является самым высоким показателем за 20 лет.

Сомали также является основным мировым поставщиком ладана и смирны. Наряду с Эфиопией и Кенией Сомали является одним из трех крупнейших в мире поставщиков этой продукции.

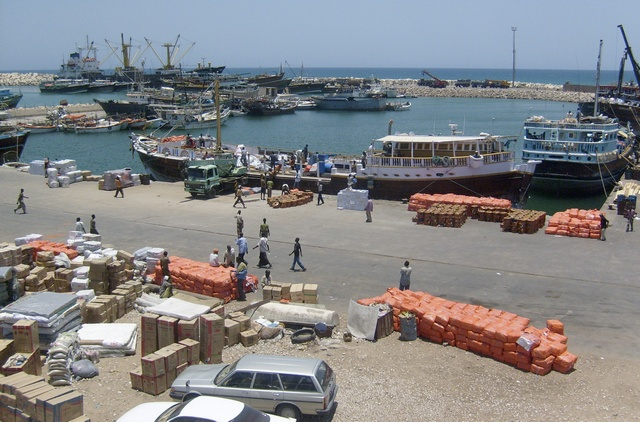
Порт Босасо.

## Авиационная индустрия
После начала гражданской войны в 1991 году все операции Somali Airlines были официально приостановлены. К 2014 году более шести частных сомалийских перевозчиков восполнили этот пробел. В их число входили авиалинии Daallo, Jubba Airways, African Express Airways, East Africa 540, Central Air и Hajara. Даалло и Джубба объединились в Альянс африканских авиалиний в 2015 году.
Несмотря на сообщения о подготовке к повторному запуску Сомалийских авиалиний в 2012 и 2013 годах, в сообщении Al Arabiya, в котором обсуждались слияния авиакомпаний Daallo Airlines и Jubba Airways в феврале 2015 года, говорится, что после смерти Сомалийских авиалиний в 1991 году не было официального авиаперевозчика Сомали.
14 частных авиакомпаний, которые имеют 62 самолета, теперь предлагают и коммерческие рейсы в международные места, включая Daallo Airlines. При конкурентоспособной цене билетов эти компании помогают поддерживать оживленную торговую сеть Сомали. В 2008 году правительство Пунтленда подписало многомиллионный контракт с Dubai Lootah Group, региональной промышленной группой, работающей на Ближнем Востоке и в Африке. В соответствии с соглашением на первом этапе выдаются инвестиции в размере 170 миллионов дирхамов, и в конечном итоге ожидается появление множества новых компаний, созданных для эксплуатации, управления и руководства свободной торговли в экономической зоне Босасо. Компания также планирует развитие авиакомплекса в Босасо по международным стандартам, в том числе строительство новой взлетно-посадочной полосы на 3,4 км, основных и вспомогательных зданий, такси, перрон и охрану периметров.

## Промышленность
До начала гражданской войны в 1991 году существовали примерно 53 государственных малых, средних и крупных фирм-производителей, после конфликта были уничтожены многие из оставшихся отраслей промышленности. Но в результате существенных местных инвестиций сомалийской диаспоры многие из этих мелких заводов вновь были открыты и восстановлены. К последним относятся рыбоконсервные и мясоперерабатывающие предприятия в северных регионах, а также около 25 заводов в районе Могадишо, которые производят макаронные изделия, минеральные воды, кондитерские изделия, полиэтиленовые пакеты, ткань, кожу и шкуры, моющие средства и мыло, алюминий, матрасы и подушки, рыбацкие лодки, упаковку товаров и обработку камня. В 2004 году Кока-кола открыла завод по разливу, инвестировав с помощью сомалийских инвесторов строительство на $8,3 млн. Иностранные инвестиции также вносят и транснациональные корпорации, такие как General Motors и Dole Fruit.

## Строительство
В результате улучшения условий безопасности в Могадишо разведывательное подразделение Economist в 2015 году сообщило, что в городе происходит строительство новой инфраструктуры и ремонт ранее заброшенных вилл. Однако в «The World Factbook» Центрального разведывательного управления говорится, что развитие не распространяется на другие части Сомали, а  безопасность является серьезной проблемой для предприятий в Могадишо.

## Телекоммуникации и СМИ
Телекоммуникационная система Сомали была разрушена во время боевых действий, имевших место в 1991 году. К 2010 году различные новые телекоммуникационные компании обеспечивали эту недостающую инфраструктуру. Эти зарождающиеся телекоммуникационные фирмы, финансируемые сомалийскими предпринимателями и опирающиеся на опыт Китая, Кореи и Европы, предлагают доступные услуги мобильной связи и Интернета, которые отсутствуют во многих других частях континента. Клиенты могут осуществлять денежные переводы и другие банковские операции с помощью мобильных телефонов, а также легко получать беспроводной доступ в Интернет. Однако операции компаний были ограничены продолжающейся борьбой.
В 2004 году время установки стационарного телефона составляло три дня, в то время как в Кении на юге были долгие годы ожидания очереди. Опрошенные в 2004 году телекоммуникационные фирмы «отчаянно нуждались» в создании эффективного правительства: "все начинается с безопасности." В настоящее время существует около 25 магистральных линий на 1000 человек, и местная доступность телефонных линий (телефонизация) выше, чем в соседних странах, в три раза больше, чем в соседней Эфиопии. Видные сомалийские телекоммуникационные компании включают Golis Telecom Group, Hormuud Telecom, Somafone, Nationlink, Netco, Telcom и Somali Telecom Group. Один только Hormuud Telecom собирает около 40 миллионов долларов в год. Чтобы ослабить конкурентное давление, три из этих компаний подписали соглашение о взаимоподключении в 2005 году, которое позволяет им устанавливать цены и расширять свои сети.
В отчете за 2010 год указывалось, что расширение телекоммуникационной отрасли в Сомали дало один из самых явных признаков роста экономики страны.
По состоянию на 2005 год существовало также 20 сомалийских газет, находящихся в частной собственности, 12 радио- и телевизионных станций и многочисленные интернет-сайты, предлагающие информацию для общественности.